# Pentarthrum
Pentarthrum là một chi bọ cánh cứng trong họ Curculionidae. Nó chứa khoảng 70 species of mainly tropical distribution.

## Partial list of Species
- Pentarthrum angustissimum Wollaston, 1873
- Pentarthrum blackburni Sharp, 1878
- Pentarthrum halodorum Perkins, 1926
- Pentarthrum huttoni Wollaston, 1854
- Pentarthrum obscurum Sharp, 1878